# Chisapani (Ramechhap)
Chisapani (nep. चिसापानी) – gaun wikas samiti w środkowej części Nepalu w strefie Dźanakpur w dystrykcie Ramechhap. Według nepalskiego spisu powszechnego z 2001 roku liczył on 623 gospodarstw domowych i 3303 mieszkańców (1786 kobiet i 1517 mężczyzn).